# Murrig björksolvecklare
Murrig björksolvecklare (Pammene obscurana) är en fjärilsart som först beskrevs av Stephens 1834.  Murrig björksolvecklare ingår i släktet Pammene, och familjen vecklare. Arten är reproducerande i Sverige.